# Tomàs de Banyuls i de Llupià
Tomàs de Banyuls i de Llupià (1556-1627) senyor de Nyer, fou un donzell català conegut sobretot per ser l'iniciador de les bandositats dels Nyerros en contra dels Cadells per la preeminència als Comtats de Rosselló i Cerdanya i que van sacsejar la Catalunya moderna bona part del segle xvii. Descendia dels Banyuls medievals, es casà amb Úrsula d'Orís i de Foixà (+ 1601), i era l'avi de Tomàs de Banyuls i d'Orís.

## El poder dels Banyuls
A principis del segle xvii aquesta família nord-catalana posseïa nombroses fargues que havia anat comprant al llarg i ample de les vegueries del Conflent, el Vallespir (a Leca i Montferrer), el Capcir, la Cerdanya i a la vall de Camprodon). Aquest domini del mercat els reportava un benefici de 2.000 lliures l'any, però a la vegada els va enfrontar amb altres senyors fargaires. A més a més van rebre la baronia de Sales de Llierca. Eren vassalls dels vescomtes d'Èvol.

## Biografia
Tomàs va rebre la senyoria de Nyer del seu pare el 1576. Va mobilitzar una bandositat que actuà pel Conflent i la Cerdanya, els membres de la qual s'anomenaren nyerros. Arran d'una escaramussa amb el sometent de Vilafranca del Conflent les autoritats el gitaren de pau i treva el 1579. Lluny d'aturar les bandositats, el 1580 Banyuls va continuar bandolejant pel Conflent i la Cerdanya, va assaltar el castell de Puigcerdà i la vila de Vilafranca, i va atacar la família Llupià que eren senyors de Castellnou i amb la qual es barallava per la propietat de diverses fargues i boscos. El 1581 els soldats del virrei i els sometents locals van acabar assetjant Tomàs de Banyuls i els seus bandolers al seu castell de Nyer i a la Bastida d'Oleta.
Va ser durant aquesta època quan es va forjar l'enemistat amb el senyor d'Arsèguel, Joan Cadell, que com a veguer del Conflent li havia plantat cara.
Vençut a finals del 1581, fou bandejat i obligat a lluitar a les campanyes d'Itàlia al servei del rei. El 1588 ja havia tornat, perquè aquest cop era ell qui ajudava a assetjar el castell d'Arsèguel. Cap al 1590 podria ser que Banyuls estigués participant en els exèrcits castellans que Felip II va deixar a la Union Catholique francesa per tal de destronar el rei Enric IV, en aquell moment encara oficialment hugonot.

## Obres referenciades
- Mestre i Campi, Jesús (director). Diccionari d'Història de Catalunya.  Edicions 62, 1998, p. 1.147 p.; p. 95 entrada: "Banyuls". ISBN 84-297-3521-6.